# لمس پلیدی
لمس پلیدی (انگلیسی: Touching Evil) یک مجموعه تلویزیونی جنایی بریتانیایی است که در سال ۱۹۹۷ منتشر شد.

## بازیگران
- رابسون گرین
- نیکولا واکر
- شان دینگوال
- مایکل فیست
- آدام کوتز
- اندرو اسکاربرو
- جان داتین
- فیلیپ جکسون